# 穆萨·法基
穆萨·法基·穆罕默德（法語：Moussa Faki Mahamat，1960年6月1日—），查德政治家。曾任非洲聯盟委員會主席。主修法律的他為大學教授，後來投身政界後，與該國總統伊德里斯·代比同属一個政黨。2002年，他被代比總統任命為該國總理。2005年，因為處理罷工事件不利，法基遭總統解職下臺。卸職後，則前往美國任教。
| 前任： 哈龙·卡巴迪 | 乍得总理 2003年－2005年 | 繼任： 帕斯卡尔·约阿迪姆纳吉 |

| 前任： 恩科萨扎娜·德拉米尼-祖马 | 非洲聯盟委員會主席 2017年— | 繼任： 現任 |